# Rödbent plankstekel
Rödbent plankstekel (Sapyga similis) är en stekelart som först beskrevs av J.C.Fabricius 1793.  Rödbent plankstekel ingår i släktet Sapyga, och familjen planksteklar. Arten är reproducerande i Sverige.